# Націоналістична партія Греції
Націоналістична партія (грец. Κόμμα Εθνικοφρόνων) — консервативна та експансіоністська грецька політична партія. Була основним суперником Нової партії Харілаоса Трикупіса.

## Лідери партії
- Александрос Кумундурос (1865–1882)
- Теодорос Деліянніс (1882–1905)